# 주영형
주영형(朱永炯, 1953년 3월 11일 ~ 1983년 7월 9일)은 대한민국의 체육 교사이자 범죄인이다. 이윤상 유괴 살해 사건의 범인이자, 다수의 여중생 상대로 범죄를 저지른 미성년 성폭행범이다.

## 생애
서울대학교에 진학하였으며 학군사관 14기로 육군 소위로 임관한 뒤 전방에서 군복무를 하다가 중위로 전역했다. 군 복무 시절에 구타 가혹행위로 엄청나게 악명을 떨쳤다. 그 때문에 주영형의 소대원들이 주영형을 이를 갈며 증오했다. 전역 후 고등학교 체육 교사로 임용되었는데 학생들에게 폭력교사로 악명을 크게 떨쳤다. 때문에 주영형의 제자들 역시 주영형의 소대원들과 마찬가지로 주영형을 이를 갈며 증오했다. 주영형은 천성이 매우 포악해서 동료 교사들이나 심지어 교감 및 교장도 감당을 못 할 정도였다. 주영형이 학군사관 후보생 시절에도 후배인 학군 15기 후보생들 뿐만 아니라 동기들인 학군 14기 후보생들도 주영형의 포악함에 치를 떨었다.
주영형은 고등학교 체육 교사로 재직하는 동안 주사위를 사용하는 도박에 심취했는데 그로 인해 도박 빚을 1,000만 원이나 지게 되었다. 1980년 당시 기준으로 이 돈은 은마아파트 가격의 절반에 해당되는 매우 큰 돈이었다. 그리고 주영형은 그 도박 빚을 갚기 위해서 공범인 여제자 2명과 함께 이윤상 유괴 살해 사건을 저질렀으며 이윤상(1967년 ~ 1980년)을 납치한 이후 목졸라 살해한 뒤 이윤상의 아버지에게 전화를 걸어 이윤상의 몸값으로 4,000만 원을 요구했다. 이윤상의 아버지는 주영형에게는 돈을 마련해보겠다고 말한 한편 주영형을 경찰에 신고했다. 문제는 당시의 대통령이던 전두환이 이윤상 유괴 살해 사건을 직접 수사하면서 전국의 모든 경찰관들이 오직 주영형 단 한 명을 잡기 위해 혈안이 되었다. 전두환은 텔레비전에 출연해서
| “ | 유괴범은 듣거라. 이윤상 군이 살아있으면 너도 살고 이윤상 군이 죽으면 너도 죽을 것이다. | ” |

이런 말로 주영형에게 자수를 권유했다. 하지만 주영형은 이미 이윤상을 살해한 이후였기 때문에 자수할 수 없었으며 계속 도피를 하다가 범행을 저지른 지 1년 만에 체포되었다. 주영형은 유괴살인 혐의로 사형 선고를 받았으며 2년 후 서대문 구치소에서 사형이 집행되었다.